# 純也と真菜実
『純也と真菜実』（じゅんやとまなみ）は、日本のヒップホップグループHilcrhymeが2009年7月15日に発表したメジャーデビューシングルである。CDリリースに先駆け、2009年5月27日に着うた配信された。

## 概要
「純也と真菜実」は、2006年にメンバーの親友「純也」の結婚に際し、妻となる「真菜実」とのエピソードを聞いて書き下ろし、結婚式の二次会の幹事だったMC TOCがサプライズで「作ってきた歌がある」と言って実際に披露した。
また「純也と真菜実」のPVとCDジャケットには皆藤愛子がウェディングドレス姿で登場している。初回盤にはこのPVを収録したDVDが付いている。

## 収録曲
1. 純也と真菜実（作詞：TOC、作曲：DJ KATSU、編曲：Hilcrhyme・EQ）　（4：21）
Hilcrhymeメジャーデビュー1作品目となった本作は、Hilcrhyme2人の友人に向けた曲である。この曲の製作過程においては、その友人の結婚式で披露する予定があり、そのために作成されたと言われている。TOC本人によると、インディーズラストライブで「メジャー1発目ということでとにかくインパクトのあって世間にHilcrhymeを知ってもらう曲を出したいという意思でメジャーデビュー作品にした」と述べている。
  - 日本テレビ系『音楽戦士 MUSIC FIGHTER』POWER PLAY
  - 読売テレビ『Music&Entertainment ガチカメ7』2009年5・7月度エンディングテーマ
2. Little Samba ～情熱の金曜日～（作詞：TOC、作曲：DJ KATSU、編曲：Hilcrhyme）　（3：44）
3. ツボミ（作詞：TOC、作曲：DJ KATSU、編曲：Hilcrhyme・EQ）　（4：58）